# 歸謬法
歸謬法（拉丁語：Reductio ad absurdum）是一種論證方式，即先假設對方的觀點是正確的，再從對方的觀點上推論，得出與對方的觀點相反的結論，從而否定對方的觀點。

## 示例

### 例一（推理出矛盾的結果）
- 假設 {\displaystyle {\sqrt {2}}} 是有理數，則可令 {\displaystyle {\sqrt {2}}={\frac {p}{q}}} 為最簡分數，此時 {\displaystyle p} 與 {\displaystyle q} 互質
左右平方得 {\displaystyle 2=\left({\frac {p}{q}}\right)^{2}={\frac {p^{2}}{q^{2}}}\Rightarrow p^{2}=2q^{2}}
由於只有偶數的平方是偶數，因此 {\displaystyle p} 必為偶數，故設 {\displaystyle p=2s}
代入上式得 {\displaystyle p^{2}=4s^{2}=2q^{2}\Rightarrow q^{2}=2s^{2}}，故知 {\displaystyle q} 為偶數
由於 {\displaystyle p} 和 {\displaystyle q} 皆為偶數，不互質，與前述 {\displaystyle p} 與 {\displaystyle q} 互質矛盾
因此原假設是錯的，故知 {\displaystyle {\sqrt {2}}} 不是有理數，只能是無理數
- 維持死刑指的是保留施用某種死刑的可能，廢除死刑是不再保留施用任何死刑的可能，
假定維持死刑和廢除死刑之間有折衷方案，而ｘ是一個折衷方案，同時算是死刑和非死刑，用以替代死刑，
假如ｘ會讓受刑人真的死掉，那ｘ就是一種死刑，此與原假設矛盾，
假如ｘ不會讓受刑人真的死掉，那ｘ就不是一種死刑，此也與原假設矛盾，
因此假定在ｘ中，受刑人處於假死狀態，因此在名義上算是死了，但在事實上，被冷凍起來的受刑人沒有真的死掉，因此介於死掉和活著之間，
而就定義上來看，只要還沒死就是活著，只要還活著就還沒死，因此處在假死狀態的人，其實還是活著，不能算是死掉，
而死刑在定義上受刑人必須真的死掉，因此在這種狀況下，ｘ不能算是死刑，此與原假設矛盾，
既然不管哪種狀況，ｘ要不就是死刑，要不就不是死刑，那ｘ就不是折衷方案。

### 例二（推理出不符已知事實的結果）
- 先認定總統是女人，那女人應該有突出的乳房，但總統曾裸露上身跑步，而從新聞錄像可看到他並沒有突出的乳房，因此總統不會是女人。
- 龍樹《大智度論》 ：佛說六識，意識所緣的諸法都是生滅法，如果存在「我法」的話，應該有第七識去識別它，但是沒有第七識存在，因此無我[6]

### 例三（推理出荒謬難以接受的結果）
- 在統計學上，如果要依據一組樣本來證明關於母體的某個假設（一般稱作虛無假設）為非，可先推導出在該假設成立的前提下，樣本內的某個統計量的機率分布，而如果實際樣本中的統計量是在此機率分布當中非常極端的範圍內（一般稱作拒絕域），即可證明原假設是錯誤的。
- 假如殺人都應該償命，小美家被歹徒闖入洗劫一空，小美還被歹徒強暴，後來小美趁歹徒不注意拿起身邊利器抵抗，不小心把歹徒弄死了，那麼小美該死嗎？（此例涉及正当防卫）
- 假如國家不可殺人，因此該廢除死刑，那麼當國家發生內亂時，國家也不能派兵平亂，因為要派兵平亂，有時就是得開槍殺人，這樣還能說國家不可殺人嗎？

## 註解
1. ↑  谷衍奎编,全国硕士研究生入学统一考试MBA、MPA、MPAcc管理类专业学位联考综合能力专项突破教材  写作快速通关  2018中共版,世界图书北京出版公司,2012.06,第182页
2. ↑  . Math Vault. 2019-08-01  [2019-11-27]. （原始内容存档于2020-02-28） （美国英语）.
3. ↑  . Encyclopedia Britannica.   [2019-11-27]. （原始内容存档于2021-03-10） （英语）.
4. ↑  , Collins English Dictionary – Complete and Unabridged 12th, 2014 [1991]  [October 29, 2016], （原始内容存档于2021-03-10）
5. ↑  Nicholas Rescher. . .   [21 July 2009]. （原始内容存档于2010-07-12）.
6. ↑  《大智度論》卷12：「問曰：云何我不可得？答曰：如上我聞一時中已說，今當更說。佛說六識：眼識及眼識相應法，共緣色，不緣屋舍、城郭種種諸名。耳、鼻、舌、身識，亦如是。意識及意識相應法，知眼、知色、知眼識，乃至知意、知法、知意識。是識所緣法，皆空無我。生滅故，不自在故。無為法中亦不計我，苦樂不受故。是中若彊有我法，應當有第七識識我；而今不爾，以是故知無我。」

## 外部連結
- 维基词典中的词条「per impossibile」
- Rescher, Nicholas. .   [2014-04-28]. （原始内容存档于2021-04-01） （英语）.